# Jan Siebelink

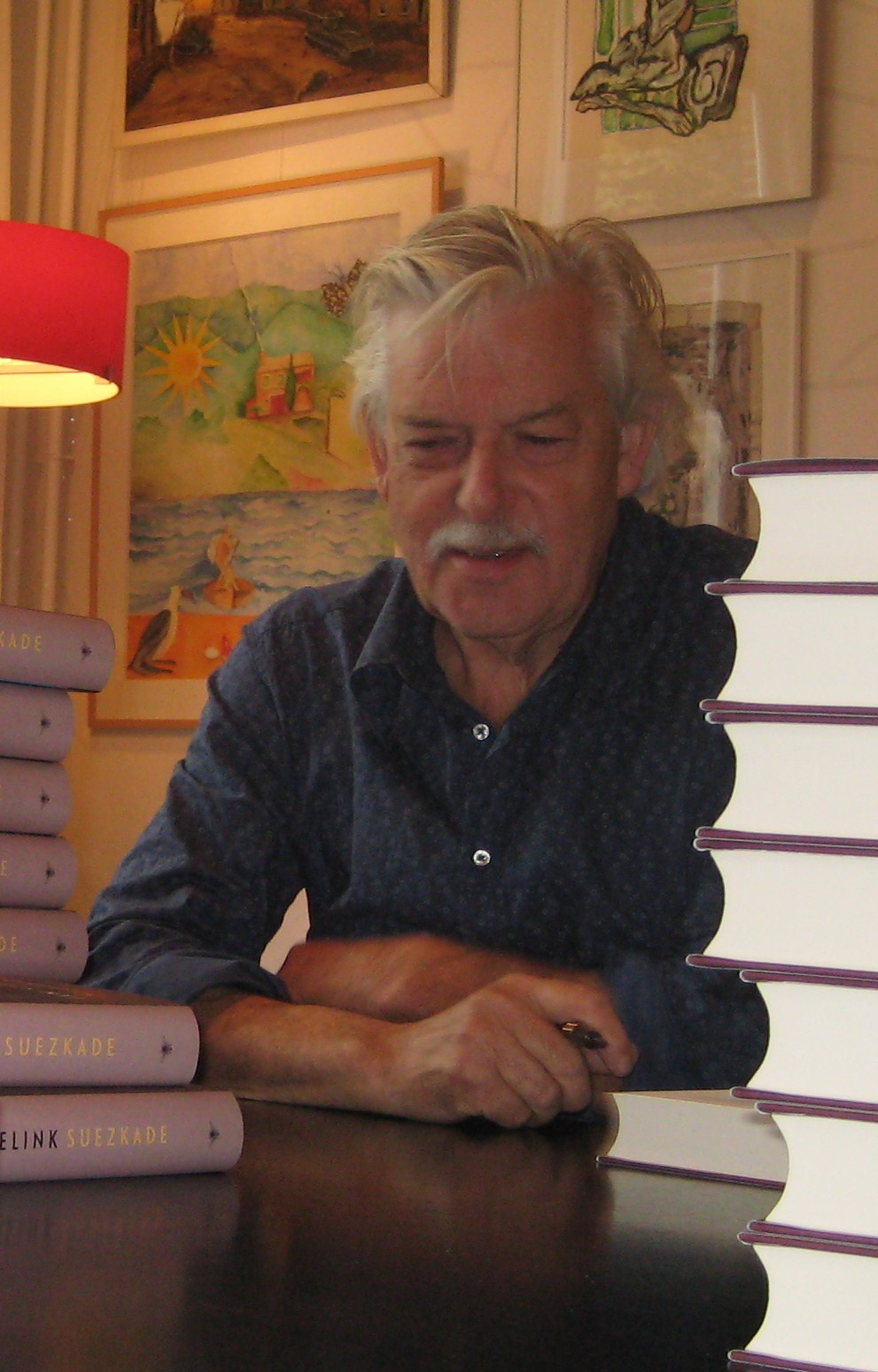
Jan Siebelink (2007)

Jan Geurt Siebelink (* 13. Februar 1938 in Velp (Gelderland)) ist ein niederländischer Schriftsteller. Sein 2005 veröffentlichter Roman Knielen op een bed violen (Titel der deutschen Übersetzung: Im Garten des Vaters) ist bisher mit mehr als 800.000 verkauften Exemplaren der erfolgreichste niederländische Roman der Nachkriegsgeschichte.

## Leben
Siebelink wuchs in einem streng calvinistischen Elternhaus auf. Nach dem Studium der Pädagogik und Romanistik in Leiden arbeitete er als Lehrer für Niederländisch und Französisch in Laag-Soeren (Gemeinde Rheden). In seiner freien Zeit studierte er französische Sprach- und Literaturwissenschaften und lernte die französische Literatur, die bisher in den Niederlanden wenig bekannt war, lieben. In seinem Studium lernte er das Werk eines französischen Schriftstellers niederländischer Abstammung, J.-K. Huysmans, kennen, dessen Roman A rebours er ins Niederländische übersetzte (Titel: Tegen de keer). 1975 debütierte er mit dem Erzählband Nachtschade, worin die Angst vor Verfall und Tod eine zentrale Rolle spielt. In der Haagse Post (später De tijd) und anderen Wochenblättern stellt Siebelink in der Folgezeit regelmäßig französische Schriftsteller vor, die ihn beeindruckten (später gebündelt veröffentlicht in den Büchern De reptielse geest und De prins van nachtelijk Parijs). Der Autor schrieb 1992 das Buch Pijn is genot (Schmerz ist Genuss) über zwei Radprofis, Erik Breukink und Johan van der Velde.
Sein autobiografisch geprägter Roman Im Garten des Vaters, der auch im überregionalen deutschsprachigen Feuilleton wohlwollend besprochen wurde, beschreibt die Lebensgeschichte eines Gärtners, der immer mehr in Abhängigkeit einer fundamentalistisch-christlichen Gemeinschaft gerät und sich dabei seiner Familie entfremdet. 2016 erschien die auf seinem Buch basierende Verfilmung Knielen op een bed violen. Im Jahr 2016 schrieb Siebelink die Erzählung Dons für den Nationalen Vorleselunch (Nationale Voorleeslunchverhaal), die landesweit am Seniorentag (7. Oktober) in Bibliotheken und Pflegeeinrichtungen vorgelesen wird.
Er lebt heute in Ede.

## Werke

### Romane
- Brengschuld. Verlag De Bezige Bij, 2022, ISBN 978-94-031-8290-2.80519
- Maar waar zijn die duiven dan. Verlag De Bezige Bij, 2020, ISBN 978-94-031-8290-2.
- De Buurjongen. Verlag De Bezige Bij, 2017, ISBN 978-90-234-6830-1.
- Margje. Verlag De Bezige Bij, 2015, ISBN 978-90-234-9516-1.[7]
- De blauwe nacht. Verlag De Bezige Bij, 2014, ISBN 978-90-234-8501-8.
- Oscar. Verlag De Bezige Bij, 2012, ISBN 978-90-234-6734-2.
- Het lichaam van Clara. Verlag De Bezige Bij, 2010, ISBN 978-90-234-5823-4.
- Suezkade. Verlag De Bezige Bij, 2008, ISBN 978-90-234-2880-0.[8]
- Knielen op een bed violen, Verlag De Bezige Bij, 2005, ISBN 978-90-234-1665-4.[9]
- Margaretha. Verlag De Bezige Bij, 2002, ISBN 90-234-2523-5.
- Engelen van het duister. Verlag De Bezige Bij, 2001, ISBN 90-234-5415-4.
- Mijn leven met Tikker. Verlag Meulenhoff Boekerij, 1999, ISBN 90-290-6528-1.
- Vera. Verlag De Bezige Bij, 1997, ISBN 90-234-6280-7.
- Verdwaald gezin. Verlag De Bezige Bij, 1993, ISBN 90-234-3648-2.
- De overkant van de rivier. Verlag De Bezige Bij, 1990, ISBN 90-234-2271-6.
- Schaduwen in de middag. Verlag Meulenhoff Amsterdam, 1987, ISBN 90-290-3544-7.
- De hof van onrust. Verlag Meulenhoff Amsterdam, 1984, ISBN 90-290-1547-0.[10]
- En joeg de vossen door het staande koren. Verlag De Bezige Bij, 1982, ISBN 90-234-2708-4.
- De herfst zal schitterend zijn. Verlag De Bezige Bij, 1980, ISBN 90-234-2008-X.
- Een lust voor het oog. Verlag De Bezige Bij, 1977, ISBN 90-234-5651-3.
- Daniël in de vallei. Verlag De Bezige Bij 2013, 1975, ISBN 90-234-7816-9. (S.s erster Roman, längere Zeit nicht veröffentlicht worden)

### Erzählungen und Novellen
- Jas van belofte., Stichting Collectieve Propaganda van het Nederlandse Boek, 2019, ISBN 978-90-596-5467-9 (Boekenweekgeschenk).
- Mijn eerste liefde. (Sammelband – bloemlezing), Verlag De Bezige Bij, ISBN 978-90-234-4114-4, E-Book: 2009, ISBN 978-90-234-6962-9.
- De kwekerij. (Erzählungen) Verlag De Bezige Bij, 2007, ISBN 978-90-234-2595-3.
- Zaailingen van violen. (Fragmente aus Knielen op een bed violen), Verlag B for Books, 2007, ISBN 978-90-8516-099-1.
- Schuldige hond. (Novelle, mit vier Linolschnitten von Klaas Gubbels), Verlag Plaatsmaken Arnhem, 26, S. 1998.
- De bloemen van Oscar Kristelijn. (Erzählungen) Verlag Meulenhoff Boekerij Amsterdam, 1998, ISBN 90-290-5819-6.
- De droom van een nieuwsgierige. (beperkte oplage – limitierte Auflage) 1995.
- Laatste schooldag. (Erzählungen) Verlag De Bezige Bij, 1994, ISBN 90-234-2579-0.
- Met een half oog. (Novelle), Verlag Meulenhoff Boekerij Amsterdam, 1992, ISBN 90-290-8295-X.
- Hartje zomer en andere verhalen. Verlag De Bezige Bij, 1991, ISBN 90-234-4065-X.
- Ereprijs. (Novelle), Verlag Meulenhoff Boekerij Amsterdam, 1986, ISBN 90-290-2309-0.[11]
- Met afgewend hoofd. (Novelle), Verlag Meulenhoff Boekerij Amsterdam, 1986, ISBN 90-290-2455-0.
- Koning Cophetua en het bedelmeisje. (Erzählungen), Verlag Meulenhoff Boekerij Amsterdam, 1983, ISBN 90-290-1512-8.
- Arnhem. Beeld en verbeelding. (Sammelband – bloemlezing), Verlag Helmond, 1983, ISBN 90-252-8629-1.
- Oponthoud. (Novelle), Verlag Meulenhoff Boekerij Amsterdam, 1979, ISBN 90-290-2984-6.
- Weerloos. (Erzählungen), Verlag Meulenhoff Boekerij Amsterdam, 1978, ISBN 90-290-1898-4.
- Nachtschade. Verlag De Bezige Bij, 1975, ISBN 90-234-1697-X. (5 Erzählungen)

### Essays, Gespräche, Briefe etc.
- Conversaties. Verlag De Bezige Bij, 2011, ISBN 978-90-234-5792-3. (S. im Gespräch mit Milan Kundera, Julien Gracq, James Purdy en E. M. Cioran, 20 Porträts französischer Autoren – Huysmans, De Tinan, Rimbaud, Purdy, Green, Artaud, Kundera, Gracq, Mallarme, Flaubert, Sartre)
- Bergweg 17, Bosweg 19. Verlag/Herausgeber Boekhandel Jansen & de Feijter, 1999, ISBN 90-804188-2-X. (28 Briefe, mit John Jansen Van Galen)
- Daar gaat de zon nooit onder. (Fotobiografie), Verlag Meulenhoff Amsterdam, 1998, ISBN 90-290-5693-2.
- Dorpsstraat Ons Dorp. Een briefwisseling. (Briefe), Verlag Meulenhoff Amsterdam, 1995, ISBN 90-290-4641-4.
- Pijn is genot. Verlag Thomas Rap, 1992, ISBN 90-6005-996-4.
- Sneller dan het hart. (Porträts), Verlag Gelderse Culturele Raad, 1990, ISBN 90-70543-13-3.
- De prins van nachtelijk Parijs. (Essays und Interviews), Verlag Meulenhoff Amsterdam, 1985, ISBN 90-290-1520-9.
- De reptielse geest: over schrijvers. (Essay), Verlag Meulenhoff Amsterdam, 1981, ISBN 90-290-1324-9.
- J.K. Huysmans, Tegen de keer. Übersetzung und Nachwort durch Jan Siebelink, Verlag Ambo, 1977, ISBN 90-263-0822-1.

### Auf Deutsch erschienen
- Im Garten des Vaters (Knielen op een bed violen), Arche, Zürich 2007, ISBN 978-3-7160-2370-9.
  - Taschenbuchausgabe: Deutscher Taschenbuch Verlag (dtv) München, dtv-Band: 14034, ISBN 978-3-423-14034-8.
- Die Schülerin (Suezkade), Verlag Arche, Zürich 2009, ISBN 978-3-7160-2616-8.

## Auszeichnungen
- 1997: Littéraire Witte Prijs für Vera
- 2002: F. Bordewijkpreis für De overkant van de rivier
- 2005: AKO Literatuurprijs für Knielen op een bed violen
- 2009: Orden vom Niederländischen Löwen (Ritter)[12]

### Nominierungen
- 2006: Libris-Literaturpreis (Shortlist) für Knielen op een bed violen
- 2015: Libris-Literaturpreis (Longlist) für De blauwe nacht